# Jarkko Miettinen
Pour les articles homonymes, voir Miettinen.
Jarkko Miettinen, né le 30 juin 1978, est un pilote automobile finlandais de rallyes.

## Biographie
Il a commencé sa carrière en 2001 dans le championnat finlandais, pour cinq saisons.
Son meilleur résultat en WRC est durant cette période une 16e place dans son rallye national, en 2002.
Sa carrière se termine en 2010 par une ultime saison de retour dans son championnat, après être passé par le championnat d'Asie-Pacifique (2006, 5e au classement), la Chine (2006 à 2008), et la Roumanie (2008 et 2009).

## Palmarès

### Titre
- Champion de Roumanie des rallyes: 2008, sur Mitsubishi Lancer Evo IX (vainqueur de 5 épreuves sur 8);
- Coupe Mitsubishi de Roumanie: 2008;
  - Vice-champion de Finlande du Groupe N: 2002;
  - 3e du championnat de Roumanie des rallyes: 2009.

### Victoire en IRC et en APRC
- Rallye de Chine: 2008;

### 9 victoires en championnat de Roumanie
- Rallye de Braşov: 2008;
- Rallye de Timiş: 2008;
- Rallye d'Hunedoara: 2008;
- Rallye de Sibiu: 2008 et 2009;
- Rallye de Braşov: 2008;
- Rallye de Iaşul: 2009;
- Rallye SEAT de Ţara Bârsei: 2009;
- Rallye de Argeşul: 2009;

### 3 victoires en championnat de Chine
- Rallye de Guizou: 2006;
- Rallye de Shaowu: 2008;
- Rallye de Chine: 2008.